# 尼尔·吉布森
尼尔·吉布森（英語：Neil Gibson，1962年3月25日—1999年1月3日），新西兰男子赛艇运动员。他曾代表新西兰参加1986年英联邦运动会赛艇比赛，获得男子四人单桨无舵手银牌和男子八人单桨有舵手铜牌。